# Gödrösi Kiss-barlang
A Gödrösi Kiss-barlang megsemmisült barlang, amely régen a Tihanyi-félszigeten nyílt.

## Leírás
A Gödrös-tető DNy-i oldalában, a Tihany-Gödrös, Jegenye sor 2. számmal jelzett telken van, mint a Gödrösi Explóziós-barlang. Pontos helyét nem sikerült megtalálni. Füsi Lajos szerint ott volt, ahol ma a nyaralóházhoz simuló lépcsősor vezet fel az egykori bányafal tetejére, a Gödrös-tető lankájára. De az is lehet, hogy tereprendezés közben lebontották a bazalttufitban keletkezett üreget.
Az üreg gőzrobbanással keletkezett, mint a Gödrösi Explóziós-barlang, ugyanabban a diatrématölcsérben. Feltárása abban az esetben lehetséges, ha tényleg a lépcsősor takarja csak.
1987-ben volt először Gödrösi Kiss-barlangnak nevezve a barlang az irodalmában. Előfordul a barlang az irodalmában Gödrösi-Kiss-barlang (Eszterhás 1983), Kiss-barlang (Eszterhás 1988), Kiss-féle bánya 2. sz. diatrémaürege (Eszterhás 1987), Kiss-féle bánya 2. sz. explóziós csatornája (Eszterhás 1984), Tihanyi „Gödrös” explóziós csatornái (Bertalan 1976), tihanyi „Gödrös” explóziós csatornái (Kordos 1984), Tihanyi Gödrös explóziós csatornái (Eszterhás 1987) és Tihanyi Gödrös explóziós csatornája (Eszterhás 1984) neveken is.

## Kutatástörténet
Ezt a hajdan létezett üreget Kiss Lajos bányája tárta fel. Először, 1934-ben Hoffer András említette az üreget. Bővebb adatokat nem közölt róla, csak annyit, hogy kisebb, mint a Gödrösi Explóziós-barlang. A Gödrösi Kiss-barlang falai és az azon lévő kiválások is hasonlóak a Gödrösi Explóziós-barlangéihoz. Az 1976-ban befejezett, Magyarország barlangleltára című kéziratban az olvasható, hogy Tihanyban, az Óvár magassági ponttól kb. 600 m-re Ny-ra, 150 m tszf. magasságban, a Gödrös Ny-i peremén, kőfejtőből nyílik bejárata. A vulkáni explóziós tölcsér néhány m mély. A kézirat barlangra vonatkozó része 1 tanulmány alapján lett írva. 1983-ban Eszterhás István próbálta azonosítani, de már sikertelenül.
Az 1984-ben megjelent és Eszterhás István által írt, Lista a Bakony barlangjairól című összeállításban Gödrösi-Kiss-barlang a 4463-as barlangkataszteri területen, a Tihanyi-félszigeten, Tihanyban lévő barlang neve, amelynek további nevei Kiss-féle bánya 2. sz. explóziós csatornája és Tihanyi Gödrös explóziós csatornája. A vulkanikus barlangra rá van építve. Kordos László 1984-ben kiadott könyvének országos barlanglistájában meg lett említve a barlang tihanyi „Gödrös” explóziós csatornái összefoglaló néven. A listához kapcsolódóan látható a Déli-Bakony, a Balaton-felvidék és a Keszthelyi-hegység barlangjainak földrajzi elhelyezkedését bemutató 1:500 000-es méretarányú térképen a barlang földrajzi elhelyezkedése.
Az Eszterhás István által 1989-ben írt, Magyarország nemkarsztos barlangjainak listája című kéziratban az olvasható, hogy a Bakony hegységben, a 4463-as barlangkataszteri területen, Tihanyban létezett Kiss-barlang bazalttufitban alakult ki. Az ismeretlen méretű barlang elpusztult. A listában meg van említve az a Magyarországon, nem karsztkőzetben kialakult, létrehozott 220 objektum (203 barlang és 17 mesterséges üreg), amelyek 1989. év végéig váltak ismertté. Magyarországon 6 barlang keletkezett bazalttufitban. Az összeállítás szerint Kordos László 1984-ben kiadott barlanglistájában fel van sorolva 119 olyan barlang is, amelyek nem karsztkőzetben jöttek létre.
Az Eszterhás István által 1993-ban írt, Magyarország nemkarsztos barlangjainak lajstroma című kéziratban meg van említve, hogy a Bakony hegységben, a 4463-as barlangkataszteri területen, Tihanyban helyezkedett el a Kiss-barlang. A bazalttufitban keletkezett és ismeretlen méretű barlang elpusztult. Az összeállításban fel van sorolva az a Magyarországon, nem karsztkőzetben kialakult, létrehozott 520 objektum (478 barlang és 42 mesterséges üreg), amelyek 1993 végéig ismertté váltak. Magyarországon 13 barlang, illetve mesterségesen létrehozott, barlangnak nevezett üreg alakult ki, lett kialakítva bazalttufitban. A Bakony hegységben 123 barlang jött létre nem karsztkőzetben. A 2001. november 12-én készült, Magyarország nemkarsztos barlangjainak irodalomjegyzéke című kézirat barlangnévmutatójában szerepel a Kiss-barlang. A barlangnévmutatóban fel van sorolva 13 irodalmi mű, amelyek foglalkoznak a barlanggal. A 440. tétel nem említi, a 438. tétel említi.

## További irodalom
- Eszterhás István: A Bakony barlangleltára. Kézirat, 1982. (A kézirat megtalálható a Magyar Karszt- és Barlangkutató Társulat Adattárában és a KvVM Barlang- és Földtani Osztályon.)
- Eszterhás István: Jelentés a Tihanyi-félsziget szpeleográfiai terepbejárásáról. Kézirat, 1983. (A kézirat megtalálható a Magyar Karszt- és Barlangkutató Társulat Adattárában.)
- Eszterhás István: A Tihanyi-félsziget barlangkatasztere. Kézirat. Isztimér, 1984. (A kézirat megtalálható a Magyar Karszt- és Barlangkutató Társulat Adattárában és a KvVM Barlang- és Földtani Osztályon.) (Néhány oldallal és fényképpel bővebb, mint az 1987-es nyomtatott változat. A kéziratot csak barlangonként szétdarabolva láttam.)
- Eszterhás István: A Bakony nemkarsztos barlangjainak genotipusai és kataszteri jegyzéke. Kézirat. Budapest, 1986. Szerződéses munka az Országos Környezet- és Természetvédelmi Hivatalnak.